# Миротворцев, Клавдий Николаевич
Клавдий Николаевич Миротворцев (1880—1950) ― доктор географических наук, профессор, экономико-географ, статистик.

## Биография
Родился 24 ноября (6 декабря) 1880 года в Селенгинске Забайкальской области в семье священника. Учился в местном городском училище, потом — в Иркутской духовной семинарии, которая 1 марта 1901 года была закрыта из-за забастовки семинаристов. Миротворцев за участие в забастовке за несколько месяцев до окончания курса был исключён, но ему все-таки удалось, сдав экзамены экстерном, получить аттестат и в 1903 году он поступил  Юрьевский университет, на медицинский факультет, откуда затем перешёл на естественное отделение физико-математического факультета. Активно участвовал в студенческом движении, отчислялся и восстанавливался в университете; на некоторое время уезжал в Иркутск, где работал в типографии и сотрудничал в газетах (в их числе «Восточное обозрение»).
В 1906 году отправился в Женевский университет, где в течение двух семестров изучал геологические науки. Когда в 1907 году он возвратился в Дерпт, но сразу восстановиться в числе студентов университета ему не удалось и в мае 1908 года он отправился в экспедицию для изучения Горного Алтая, которую организовало Томское переселенческое управление. После экспедиции, с октября 1908 по август 1909 года он работал статистиком в переселенческом управлении в Томске. В это время он участвовал в экспедиции в Мариинскую тайгу, где он изучал переселенческие поселки. Также он смог восстановиться в Дерптском университете и осенью 1909 года даже получил золотую медаль за конкурсное сочинение по метеорологии. В июне 1910 года сдал выпускные экзамены в университете и получил степень кандидата университета.
С 1910 года, по приглашению начальника Алтайского горного округа В. П. Михайлова, обследовал Горный Алтай, изучал соляные озера Кулундинской степи (с 1911); занимал должность старшего помощника управляющего Чулымским имением, а с апреля 1911 года — чиновника особых поручений Алтайского горного округа; с 1913 года — титулярный советник; в марте 1915 года получил орден Св. Станислава 3-й степени. Осенью 1916 года работал в Переселенческом управлении и заведовал статистическим отделом Иркутского переселенческого района, когда вернулся в Иркутск.
Во время Первой мировой войны, хотя и не был годен к военной службы по зрению, с декабря 1914 по май 1915 года работал в Варшаве по хозяйственной части при главноуполномоченном Красного Креста Северо-Западного фронта; затем вернулся на Алтай.
В 1918 году, когда открылся Иркутский государственный университет, Миротворцев стал работать там преподавателем. В должности приват-доцента он работал на юридическом факультете, где читал курсы статистики и экономической географии. После в университете получил звание профессора по кафедре экономической географии и статистики. В 1920 году Клавдий Николаевич возглавил Иркутское губернское статистическое бюро. В 1922 году стал первым заведующим кафедры экономической географии, когда основал её. В 1937 году Клавдий Николаевич освободил данную должность в связи с переездом на работу в Воронежский университет.
Клавдий Николаевич, при проведении Первого Восточно-Сибирского краеведческого съезда в Иркутске в январе 1925 года, был одним из его организаторов и активным участником. В 1929 году принимал участие в изучении и предварительной разработке проблемы использования гидроэнергетических ресурсов Ангары.
С 1918 по 1937 год был членом и консультантом Восточно-Сибирской краевой плановой комиссии, заведующим экономического отдела Иркутской сельскохозяйственной опытной станции, членом Комитета содействия народностям Крайнего Севера, состоял в исследовательском бюро «Ангарстроя», с которым связано строительство первых электростанций в Сибири.
В военные годы Клавдий Николаевич стал вновь работать в Иркутском государственном университете, где заведовал кафедрой физической географии. Исследовал проблемы экономической географии, региональные особенности производства Восточной Сибири, географии населения, физической географии.
После войны Клавдий Николаевич вновь возвратился в Воронеж, в дальнейшем участвовал в восстановлении местного университета, Отдела Географического общества.
Умер в 1950 году.
В честь К. Н. Миротворцева названа гора в Антарктиде (гора Миротворцева, 71°50′ ю.ш., 12°16′ в.д., открыта и нанесена на карту в 1961 году, название присвоено в 1966 году).

## Основные труды
- К вопросу о разработке материалов сельско-хозяйственной и земельной переписи 1917 г. // Стат.-экон. бюл. / Информ. Бюро переселен. статистов Сибири и Туркестана. – Томск, 1918. – № 8-11. – С. 127-130.
- К вопросу о бюджете сельского населения Иркутской губернии // Материалы Иркутского губернского статистического бюро. – Иркутск, 1921. – Вып. 3. – С. 4-30.
- Карагасы : стат.-экон. очерк // Сборник трудов профессоров и преподавателей Государственного Иркутского университета. – Иркутск, 1921. – Отд. 1 : Науки гуманитарные, вып. 2. – С. 66-90.
- Статистика : краткий курс лекций, чит. в Иркут.гос. ун-те. – Иркутск : Гос. изд-во, Иркут. отд-ние, 1921. – VIII, 112 с.
- Иркутские «Ясачные» в освещении статистических цифр : стат. этюд. – Иркутск : Иркут. губ. стат. бюро, 1923. – 36 с. – (Материалы Иркут. губ. стат. бюро ; вып. 12).
- К вопросу о предмете и задачах экономической географии // Сборник трудов профессоров и преподавателей Государственного Иркутского университета. – Иркутск, 1923. – Вып. 6 : Факультет общественных наук. – С. 21-37.
- Сельское хозяйство в Иркутской губернии в связи с естественно-географическими условиями : краткий геогр. и стат-экон. очерк. – Иркутск, 1923. – 46 с. – (Материалы Иркут. губ. стат. бюро / Всерос. с.-х. и кустарно-пром. выст. ; вып. 14).
- К вопросу о районировании Сибири. (Лено-Байкальская область) // Изв. / Вост.-Сиб. отд. Рус. Геогр. О-ва. – Иркутск, 1924. – Т. 47 : Сборник секции землеведения : очерки по землеведению Вост. Сибири, [вып. 1]. – С. 1-35.
- Краткий географический очерк Иркутской губернии. Естественно-исторические и хозяйственные районы // Статистический ежегодник Иркутской губернии 1922-1923 г. : III-ий очеред. отчет Иркут. губ. экон. совещ. Совету труда и обороны за период с апр. 1922 по март 1923 г. включительно. – Иркутск, 1924. – С. 1-11.
- Сельское хозяйство в Бурят-Монгольской автономной области (краткий географический и статистико-экономический очерк). – [б. м.], 1924. – 48 с.
- Сельское хозяйство Иркутской губернии по переписи 1920 года : крат. введение к табл. // Иркутская губерния в освещении сельско-хозяйственной переписи 1920 г. : табл. волостей и уездов в административ. границах 1923 г. – Иркутск, 1924. – С. II-X. – (Материалы Иркут. губ. стат. бюро ; вып. 23).
- Сибирь : краткий геогр. и экон. очерк. – Иркутск : Изд. Гос. Иркут. Ун-та, 1924. – 26 с.
- О районировании Сибири // Бюл. / Вост.-Сиб. отд. Рус. геогр. о-ва. – Иркутск, 1925. – № 6 : Первый Восточно-Сибирский краеведческий съезд. 11-18 января 1925 года : Обзор работ. Тез. Резолюции. – С. 24-25.
- Сельское хозяйство в Сибири // Бюл. / Вост.-Сиб. отд. Рус. геогр. о-ва. – Иркутск, 1925. – № 6: Первый Восточно-Сибирский краеведческий съезд. 11-18 января 1925 года : Обзор работ. Тез. Резолюции. – С. 27-28.
- Сельское хозяйство Средне-Сибирского края и его перспективы. – Иркутск : 1-я Гос. тип., 1925. – 23 с. – (Предвар. материалы по районированию Средне-Сиб. (Лено-Байкал.) края / Иркут. губер. план. комис. ; вып. 6).
- К вопросу о приросте северных сибирских туземных племен // Сев. Азия. – 1926. – Кн. 2. – С. 81-83.
- Краткий очерк состояния земледелия и скотоводства Лено-Байкальской области в связи с географическими и экономическими условиями края // Проблемы капитального строительства Восточной Сибири : сб. ст. – Иркутск, 1926. – Вып. 1 : Сельское хозяйство, промышленность, электрификация. – С. 1-55.
- Задачи демографического изучения туземцев Сибири // Труды Первого Сибирского краевого научно-исследовательского съезда. – Новосибирск, 1928. – Т. 5 : Доклады «Пленума». Доклады секции «Человек». Доклады секции «Музейно-архивной». – С. 107-112.
- Ленско-Байкальский район. – М. : Изд-во «Плановое хоз-во» Госплан СССР, 1928. – 100 с. – (Экономико-географические очерки СССР. Районы северной Азии / под ред. Н. Н. Баранского [и др.] ; [кн. 16], вып. 4) .
- К вопросу о сельскохозяйственном районировании Иркутского округа. – Иркутск : Изд-во Иркут. ун-та, 1929. – 118 с.
- Транспортные проблемы Восточной Сибири // Сов. Азия. – 1930. – № 5-6. – С. 193-229. – Соавт.: И. Ф. Молодых, Е. П. Чертовских.
- Очерки физической географии Восточносибирского края. – М. ; Иркутск : ОГИЗ, 1933. – 161 с.
- Климат Восточносибирского края. – М. ; Иркутск : ОГИЗ, 1934. – 206, [6] с.
- О значении деятельности населения в формировании природных ландшафтов (на примере изучения ландшафтов Восточной Сибири) // Тр. / Воронеж. ун-т : сб. работ геогр. фак-та. – Воронеж, 1957. – Т. 24. – С. 117-121.